# Чолок-Кайын
Чолок-Кайын (кирг. Чолок-Кайың) — село в Ак-Талинском районе Нарынской области Кыргызстана. Административный центр Ала-Бугинского аильного аймака. Код СОАТЕ — 41704 210 819 01 0.

## География
Село расположено в юго-западной части области, на левом берегу реки Чолоккаин, югу от реки Алабуга, на расстоянии приблизительно 33 километров (по прямой) к западу от села Баетово, административного центра района. Абсолютная высота — 1858 метров над уровнем моря.
Близ села находятся развалины крепости Шырдак-бека, возведённой в XI—XII веках. Сооружение с глинобитными стенами, окружающими большую территорию, идентифицировано как «коргон» -«крепость», высота сохранившейся на сегодняшний день стены составляет до 6 метров. Толщина стен составляет 6 метров. Есть специальные отверстия для осуществления стрельбы. Вокруг был выкопан ров.

## Население
| год     | 2009 | 2014 | 2015 |
| ------- | ---- | ---- | ---- |
| человек | 1898 | 2295 | 2299 |